# 29476 Kvíčala
29476 Kvíčala là một tiểu hành tinh vành đai chính với chu kỳ quỹ đạo là 1652.5848079 ngày (4.52 năm).
Nó được phát hiện ngày 31 tháng 10 năm 1997.